# Carregosa (Portugal)
Carregosa es una freguesia portuguesa del concelho de Oliveira de Azeméis, con 10,80 km² de superficie y 3.552 habitantes (2001). Su densidad de población es de 328,9 hab/km².